# Octavian Popescu (futbolista nacido en 1985)
Octavian Popescu (Pitești, 5 de noviembre de 1985) es un exfutbolista rumano que jugaba en la demarcación de portero.

## Clubes
| Club                             | País    | Año       | Partidos | Goles |
| -------------------------------- | ------- | --------- | -------- | ----- |
| FC Internațional Curtea de Argeș | Rumania | 2004-2005 | 0        | 0     |
| FC Academica Clinceni            | Rumania | 2005-2006 |          |       |
| FC Unirea Alba Iulia             | Rumania | 2006      | 0        | 0     |
| CS Sporting Roșiori (cedido)     | Rumania | 2006-2008 |          |       |
| ARO Muscelul Câmpulung (cedido)  | Rumania | 2008      |          |       |
| CS Minerul Mehedinți (cedido)    | Rumania | 2009      |          |       |
| CS Mioveni                       | Rumania | 2009-2017 | 120      | 0     |
| FC Argeș Pitești                 | Rumania | 2017-2019 | 33       | 0     |